# أليكساندر رضا
أليكساندر رضا (بالفرنسية: Alexandre Reza)‏ هو صائغ ‏ فرنسي، ولد في 1 نوفمبر 1922 في موسكو في روسيا، وتوفي في 15 يناير 2016 في جنيف في سويسرا.